# In geheimer Mission (Fernsehserie)
In geheimer Mission (Originaltitel Mission: Impossible) ist eine US-amerikanische Krimiserie, die in den Jahren 1988 und 1990 von Paramount Television als Neuauflage und Fortsetzung von Kobra, übernehmen Sie (im Original ebenfalls Mission: Impossible) produziert wurde. Es entstanden 35 Episoden, verteilt auf zwei Staffeln.

## Handlung
Jim Phelps, der Geheimagent der Impossible Mission Force (IMF) aus der Originalserie, hat sich inzwischen zur Ruhe gesetzt und arbeitet als Ausbilder der Behörde. In der Pilotfolge wird sein ehemaliger Schüler Tom Copperfield, inzwischen neuer Leiter des IMF-Teams, von einem Profikiller umgebracht. Aufgrund des Todes von Copperfield, den ein väterliches Freundschaftsverhältnis mit Phelps verband, kehrt dieser in den aktiven Dienst zurück. Er stellt ein neues Team aus den Experten Nicolas Black, Max Harte, Grant Collier und Casey Randall (später Shannon Reed) zusammen und kann den Attentäter schließlich bekämpfen. Mit seiner neuen Spezialeinheit übernimmt Phelps fortan weitere geheime Sonderaufträge auf der ganzen Welt.

## Produktion
Die Idee zur Serie entstand etwa 1988 zum Zeitpunkt umfangreicher Streiks der Drehbuchautoren der amerikanischen Film- und Fernsehindustrie. Es war geplant, die einzelnen Episoden als modernisierte Remakes der alten Serie „Mission: Impossible“ zu drehen. Tatsächlich basieren die ersten vier Episoden auf Originalskripten aus den 1960er Jahren. Als zwischenzeitlich die Streiks beendet wurden und Peter Graves als Jim Phelps verpflichtet werden konnte, ließ man die bisherigen Planungen wieder fallen und begann, eigene Drehbücher zu fertigen.
Offensichtlich aufgrund von Budget- und Produktionskosten wurde „In geheimer Mission“ komplett in Australien gedreht, wo man alle entsprechende Locations für die auf der Welt verteilten Handlungsorte vorfand. Aus diesem Grund wirken viele bekannte australische und neuseeländische Schauspieler in Nebenrollen mit, unter anderem Marshall Napier, Shane Briant, Bryan Marshall, Henri Szeps, Gerard Kennedy und Peter Curtin. Für die jeweiligen Handlungsorte sowie Ansichten von San Francisco (als Standort der Operationsbasis des Teams) verwendete man Archivaufnahmen.
Aufgrund geringer TV-Quoten wurde die Serie bereits nach der zweiten Staffel eingestellt. In Deutschland wurde „In geheimer Mission“ ab 1991 zunächst von der ARD ausgestrahlt, wobei einige Episoden ausgelassen wurden. Bei den späteren Sendeterminen im Programmschema der Privatsender (ProSieben, Sat. 1, Kabel1, …) wurde „In geheimer Mission“ dann (bis auf eine Folge) komplett gezeigt. Zudem wurde ab 1996 aufgrund des erfolgreichen Kinofilms der Serienvorspann überarbeitet und die Reihe in „Mission Impossible: In geheimer Mission“ umbenannt.

## DVD-Veröffentlichung

### Die erste Veröffentlichung
Die beiden Staffeln (unterteilt in jeweils 2 Boxen) erschienen in Deutschland im April und Juni 2014 auf DVD.

### Die zweite Veröffentlichung
Die beiden Staffeln (in einer Box) erschienen in Deutschland im Januar 2025 auf DVD neu aufgelegt von Pidax Film.

## Besetzung und Synchronisation
| Darsteller     | Rolle          | Synchronsprecher |
| -------------- | -------------- | ---------------- |
| Peter Graves   | Jim Phelps     | Klaus Kindler    |
| Thaao Penghlis | Nicholas Black | Gudo Hoegel      |
| Tony Hamilton  | Max Harte      | Walter von Hauff |
| Phil Morris    | Grant Collier  | Ekkehardt Belle  |
| Terry Markwell | Casey Randall  | Carin C. Tietze  |
| Jane Badler    | Shannon Reed   | Kathrin Simon    |

## Kritik
Das Lexikon des internationalen Films beurteilte die Serie als „ein buntes Bilderbuchabenteuer ohne große Überraschungen und differenzierte Charakterzeichnung, auf Dauer wenig spannend.“

## Episodenliste

### Staffel 1
| Nr. (ges.) | Nr. (St.) | Deutscher Titel          | Originaltitel   | Erstausstrahlung USA | Deutschsprachige Erstausstrahlung () | Regie                 | Drehbuch                                                     |
| ---------- | --------- | ------------------------ | --------------- | -------------------- | ------------------------------------ | --------------------- | ------------------------------------------------------------ |
| 1          | 1         | Die Rückkehr             | The Killer      | 23. Okt. 1988        | 6. Aug. 1991                         | Cliff Bole            | Arthur Weiss                                                 |
| 2          | 2         | Ein todsicheres System   | The System      | 30. Okt. 1988        | 13. Aug. 1991                        | Cliff Bole            | Robert Hamner                                                |
| 3          | 3         | Blutsbande               | Holograms       | 6. Nov. 1988         | 20. Aug. 1991                        | Kim Manners           | Robert Brennan                                               |
| 4          | 4         | Gerechtigkeit für Barney | The Condemned   | 20. Nov. 1988        | 27. Aug. 1991                        | Cliff Bole            | Drehbuch: Ted Roberts & Michael Fisher Handlung: John Truman |
| 5          | 5         | Hitlers Vermächtnis      | The Legacy      | 26. Nov. 1988        | 4. Nov. 1995                         | Kim Manners           | Michael Lynn & Allan Balter                                  |
| 6          | 6         | Die Mauer                | The Wall        | 11. Dez. 1988        | 11. Nov. 1995                        | Colin Budds           | David Phillips                                               |
| 7          | 7         | Gefährlicher Zauber      | The Cattle King | 18. Dez. 1988        | 3. Sep. 1991                         | Mike Vejar            | Ted Roberts                                                  |
| 8          | 8         | Schachmatt               | The Pawn        | 15. Jan. 1989        | 10. Sep. 1991                        | Brian Trenchard-Smith | Billy Marshall-Stoneking                                     |
| 9          | 9         | Mörder in der Falle      | The Haunting    | 28. Jan. 1989        | 17. Sep. 1991                        | Mike Vejar            | Michael Fisher                                               |
| 10         | 10        | Das Rätsel der Löwen     | The Lions       | 4. Feb. 1989         | 24. Sep. 1991                        | Rob Stewart           | Drehbuch: David Phillips Handlung: James Crown               |
| 11         | 11        | Betrogene Betrüger       | The Greek       | 11. Feb. 1989        | 1. Okt. 1991                         | Colin Budds           | Ted Roberts                                                  |
| 12         | 12        | Hunger nach Macht        | The Fortune     | 18. Feb. 1989        | 8. Okt. 1991                         | Rod Hardy             | Robert Brennan                                               |
| 13         | 13        | Der Erpresser            | The Fixer       | 25. Feb. 1989        | 15. Okt. 1991                        | Colin Budds           | Walter Brough                                                |
| 14         | 14        | Die Giftfabrik           | Spy             | 18. März 1989        | 22. Okt. 1991                        | Rob Stewart           | Michael Fisher                                               |
| 15         | 15        | Im Zeichen des Satans    | The Devils      | 25. März 1989        | 13. Jan. 1996                        | Arch Nicholson        | Ted Roberts                                                  |
| 16         | 16        | Codename Xerxes          | The Plague      | 8. Apr. 1989         | 29. Okt. 1991                        | Colin Budds           | Rick Maier                                                   |
| 17         | 17        | Der Doppelgänger         | Reprisal        | 15. Apr. 1989        | 5. Nov. 1991                         | Rob Stewart           | Walter Brough                                                |
| 18         | 18        | Auf Tauchstation         | Submarine       | 29. Apr. 1989        | 12. Nov. 1991                        | Colin Budds           | Dale Duguid                                                  |
| 19         | 19        | Voodoo                   | Bayou           | 6. Mai 1989          | 10. Feb. 1996                        | Don Chaffey           | Jeffrey M. Hayes                                             |

### Staffel 2
| Nr. (ges.) | Nr. (St.) | Deutscher Titel                   | Originaltitel              | Erstausstrahlung USA | Deutschsprachige Erstausstrahlung () | Regie                 | Drehbuch                                                                        |
| ---------- | --------- | --------------------------------- | -------------------------- | -------------------- | ------------------------------------ | --------------------- | ------------------------------------------------------------------------------- |
| 20         | 1         | Die goldene Schlange (1)          | The Golden Serpent: Part 1 | 21. Sep. 1989        | 17. Feb. 1996                        | Don Chaffey           | Drehbuch: Michael Seims, Ted Roberts & Jeffrey M. Hayes Handlung: Michael Seims |
| 21         | 2         | Die goldene Schlange (2)          | The Golden Serpent: Part 2 | 28. Sep. 1989        | 24. Feb. 1996                        | Don Chaffey           | Drehbuch: Michael Seims, Ted Roberts & Jeffrey M. Hayes Handlung: Michael Seims |
| 22         | 3         | Der Kojote                        | The Princess               | 5. Okt. 1989         | 7. Juli 1992                         | Colin Budds           | Ted Roberts                                                                     |
| 23         | 4         | Das Kreuz des heiligen Bonifatius | Command Performance        | 12. Okt. 1989        | 14. Juli 1992                        | Arch Nicholson        | Robert Brennan                                                                  |
| 24         | 5         | In letzter Sekunde                | Countdown                  | 26. Okt. 1989        | 21. Juli 1992                        | Brian Trenchard-Smith | Chip Hayes                                                                      |
| 25         | 6         | Kriegsspiele                      | War Games                  | 2. Nov. 1989         | 28. Juli 1992                        | Rod Hardy             | Walter Brough                                                                   |
| 26         | 7         | Gefahr aus dem All                | Target Earth               | 9. Nov. 1989         | 11. Aug. 1992                        | Colin Budds           | Stephen Kandel                                                                  |
| 27         | 8         | – nicht lokalisiert –             | The Fuehrer’s Children     | 16. Nov. 1989        | ohne                                 | Don Chaffey           | Frank Abatemarco                                                                |
| 28         | 9         | Die Todesfee                      | Banshee                    | 30. Nov. 1989        | 18. Aug. 1992                        | Colin Budds           | Ted Roberts                                                                     |
| 29         | 10        | Alles für die Kunst               | For Art’s Sake             | 14. Dez. 1989        | 25. Aug. 1992                        | Don Chaffey           | John Whelpley                                                                   |
| 30         | 11        | Volles Risiko                     | Deadly Harvest             | 6. Jan. 1990         | 1. Sep. 1992                         | Arch Nicholson        | Jan Sardi                                                                       |
| 31         | 12        | Der Urwaldgott                    | Cargo Cult                 | 13. Jan. 1990        | 27. Apr. 1996                        | Colin Budds           | Dale Duguid                                                                     |
| 32         | 13        | Jäger und Gejagte                 | The Assassin               | 20. Jan. 1990        | 8. Sep. 1992                         | Arch Nicholson        | Cliff Green                                                                     |
| 33         | 14        | Wilder Westen                     | The Gunslinger             | 3. Feb. 1990         | 15. Sep. 1992                        | Colin Budds           | Drehbuch: Ted Roberts Handlung: Dan Roberts                                     |
| 34         | 15        | Hochzeit in Bogota                | Church Bells in Bogota     | 10. Feb. 1990        | 29. Sep. 1992                        | Arch Nicholson        | Frank Abatemarco                                                                |
| 35         | 16        | Fluch der Vergangenheit           | The Sands of Seth          | 24. Feb. 1990        | 22. Sep. 1992                        | Colin Budds           | Jeffrey M. Hayes                                                                |

## Trivia
- Neben Peter Graves in einer festen Hauptrolle wirken mit Greg Morris und Lynda Day George zwei weitere Darsteller von „Kobra, übernehmen sie“ in Gastrollen mit.
- Greg Morris, der Darsteller des Barney Collier aus der Originalserie, ist der Vater von Phil Morris, der die Rolle des Grant Collier hat. Das Vater-Sohn-Verhältnis wurde in die Serie übernommen. Morris tritt dabei zweimal auf, in der Episode „Gerechtigkeit für Barney“ sowie dem Zweiteiler „Die goldene Schlange“.
- Terry Markwell stieg nach nur zwölf Episoden aus der Serie aus. Ihr Charakter starb am Anfang der Folge „Hunger nach Macht“ und wurde durch Jane Badler als Shannon Reed ersetzt.
- Die achte Folge der zweiten Staffel („The Fuhrer’s Children“) wurde aufgrund ihrer nationalsozialistischen Thematik (ein radikaler amerikanischer Neonazi-Politiker will bei einem europäischen Verbandstreffen ein neues Terrorregime begründen) bislang nicht für die deutsche Vermarktung synchronisiert bzw. im Fernsehen ausgestrahlt. Eine andere Folge mit Bezug zum Nationalsozialismus und dem Titel „Hitlers Vermächtnis“ (vier Nachkommen ehemaliger Wehrmachtgenerale wollen mit einem versteckten Goldschatz ein Viertes Reich erschaffen) wurde dagegen im deutschen Fernsehen gesendet.